# Tabanus morbosus
Tabanus morbosus är en tvåvingeart som beskrevs av Stone 1938. Tabanus morbosus ingår i släktet Tabanus och familjen bromsar. Inga underarter finns listade i Catalogue of Life.